# Tappeh Sialk

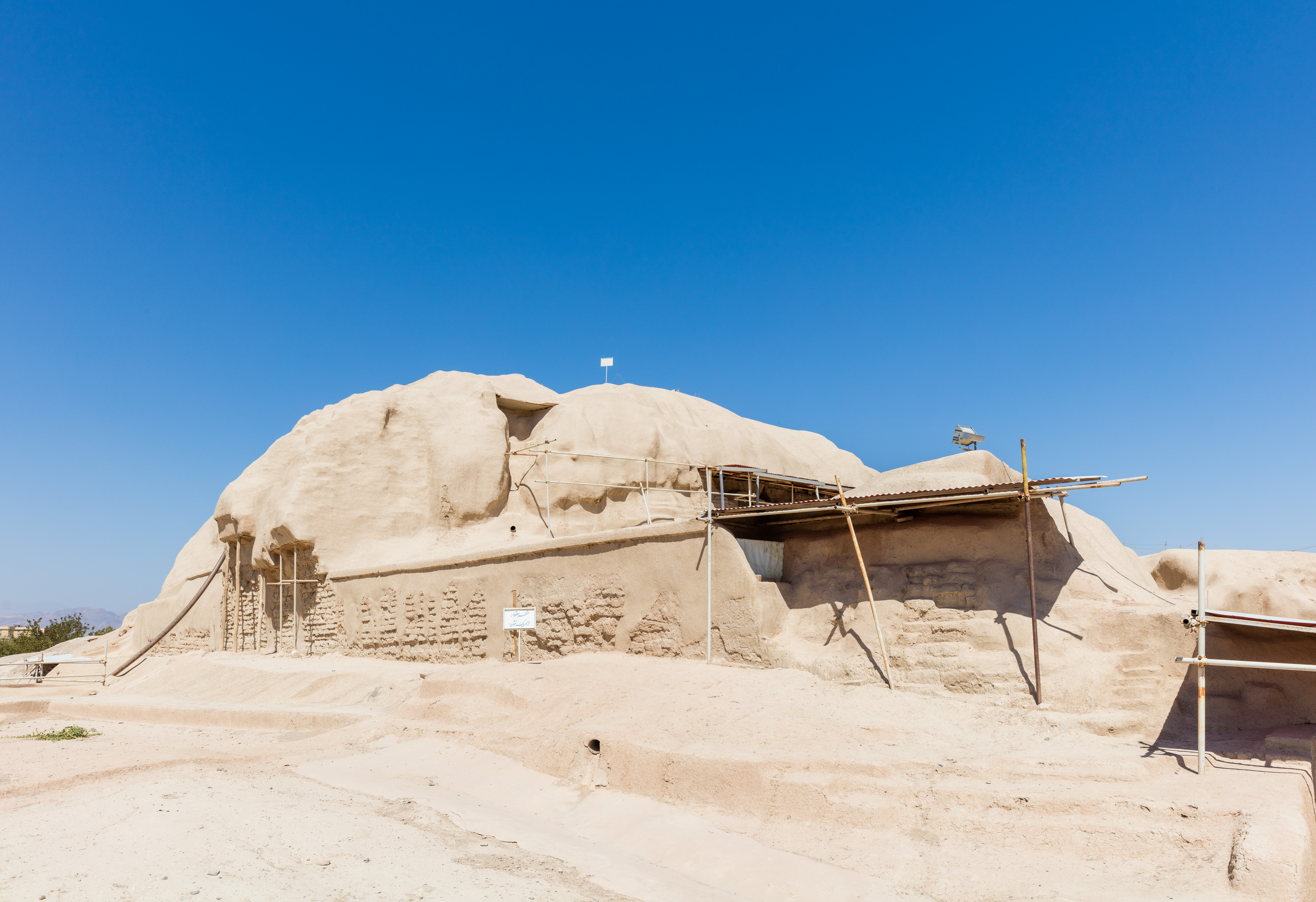
Vista actual del zigurat (2014).

Tappeh Sialk (en persa: tappe, ‘colina’ o ‘montículo’) es un zigurat ubicado en Sialk y considerado el más antiguo del mundo. Fue construido en el año 2900 a. C. en tres plataformas; sin embargo, los restos arqueológicos más antiguos del montículo norte datan de mediados del VI milenio a. C., esto es, alrededor de hace 7500 años. Un estudio conjunto entre la Organización del Patrimonio Cultural de Irán, el Louvre y el Instituto Francés de Investigación en Irán también verifican que los más antiguos asentamientos en Sialk se remontan a 5500–6000 a. C.
Sialk es uno de los cuatro zigurats construidos por la civilización elamita. Los otros tres son Choga Zanbil (1250 a. C.), el zigurat de Susa (1800 a. C.) y Haft Tepe (1375 a. C.), todos ellos en el Juzestán. Sialk es el zigurat N.º 32 y el más recientemente descubierto. 
Lo que queda de este zigurat de cinco mil años de antigüedad no está en condiciones favorables, como muchas otras ruinas antiguas en Irán. En el yacimiento, hay de hecho dos estructuras (necrópolis) en Sialk situadas varios cientos de metros la una de la otra. Las tres plataformas del zigurat más grande, no obstante, aún están en su lugar. No queda mucho de la estructura menor. El Louvre también ha excavado un cementerio cerca de las estructuras que se ha datado a 7500 años. Lo poco que queda de los dos zigurats de Sialk que se desmoronan está ahora amenazada por los invasivos suburbios de la ciudad de Kashan en expansión. No es infrecuente ver a niños jugando al fútbol entre las ruinas, mientras que sólo a unos pocos metros queda la "zona prohibida" con esqueletos de 5500 años de antigüedad sin desenterrar, a los pies del zigurat. (véanse los artículos referenciados abajo) El lugar aún tiene que ser registrado como un Lugar Patrimonio Mundial por la Unesco para recibir protección.
También está considerado como la primera construcción tipo palacio en que comenzó la vida humana en las llanuras. Se han encontrado asimismo piezas de alfarería con trigo en su interior. 
Tappeh Sialk fue excavada por vez primera por un grupo de arqueólogos europeos encabezados por Roman Ghirshman en los años 1930. Sus amplios estudios fueron seguidos por D.E. McCown, Y. Majidzadeh, P. Amieh, hasta los años 1970 y recientemente revisados por la Organización del Patrimonio Cultural de Irán en 2002 (guiado por Shah-mirzadi, Doctor en Filosofía de la Universidad de Penn). Pero como miles de otras ruinas históricas iraníes, los tesoros excavados aquí con el tiempo acabaron yendo a parar a museos como el Louvre, el Británico, el Museo Metropolitano de Arte de Nueva York y a coleccionistas privados.
Sialk, y toda la región que la rodea, se piensa que se originó por vez primera como un resultado de amplias fuentes de agua prístinas en las cercanías que aún manan hoy en día. El Cheshmeh ye Soleiman (‘Manantial de Salomón’) ha proporcionado agua a esta región desde las montañas cercanas desde hace miles de años. El jardín Fin, construido en su forma actual en los años 1600 es una popular atracción turística hoy en día. Es aquí donde los reyes persas de la dinastía safávida pasarían sus vacaciones lejos de sus capitales. También es aquí donde está enterrado Piruz (Abu-Lu'lu'ah), el asesino iraní del segundo califa del Islam. Todos estos restos se encuentran ubicados en la misma localización que Sialk. 

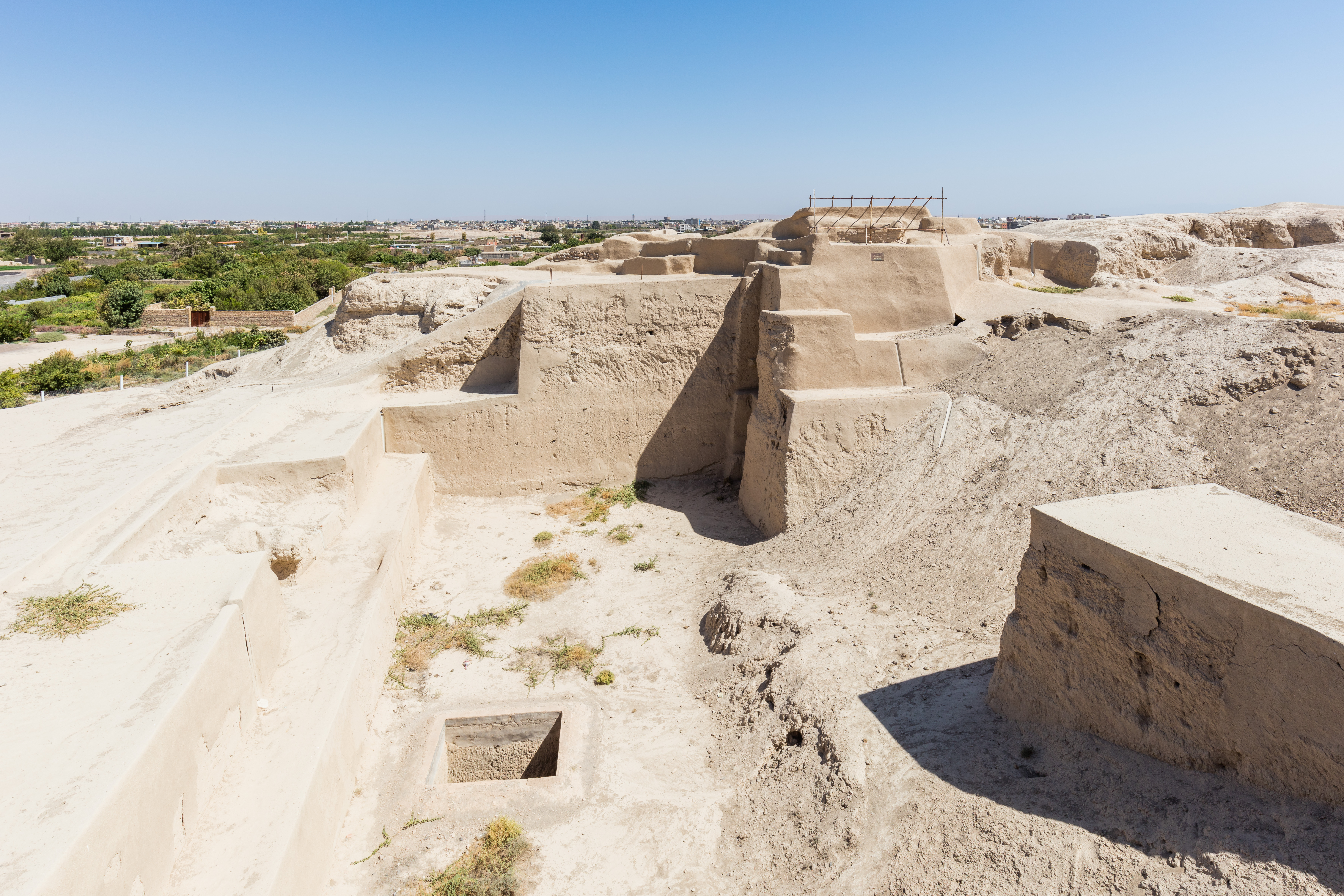
Edificios reconstruidos.
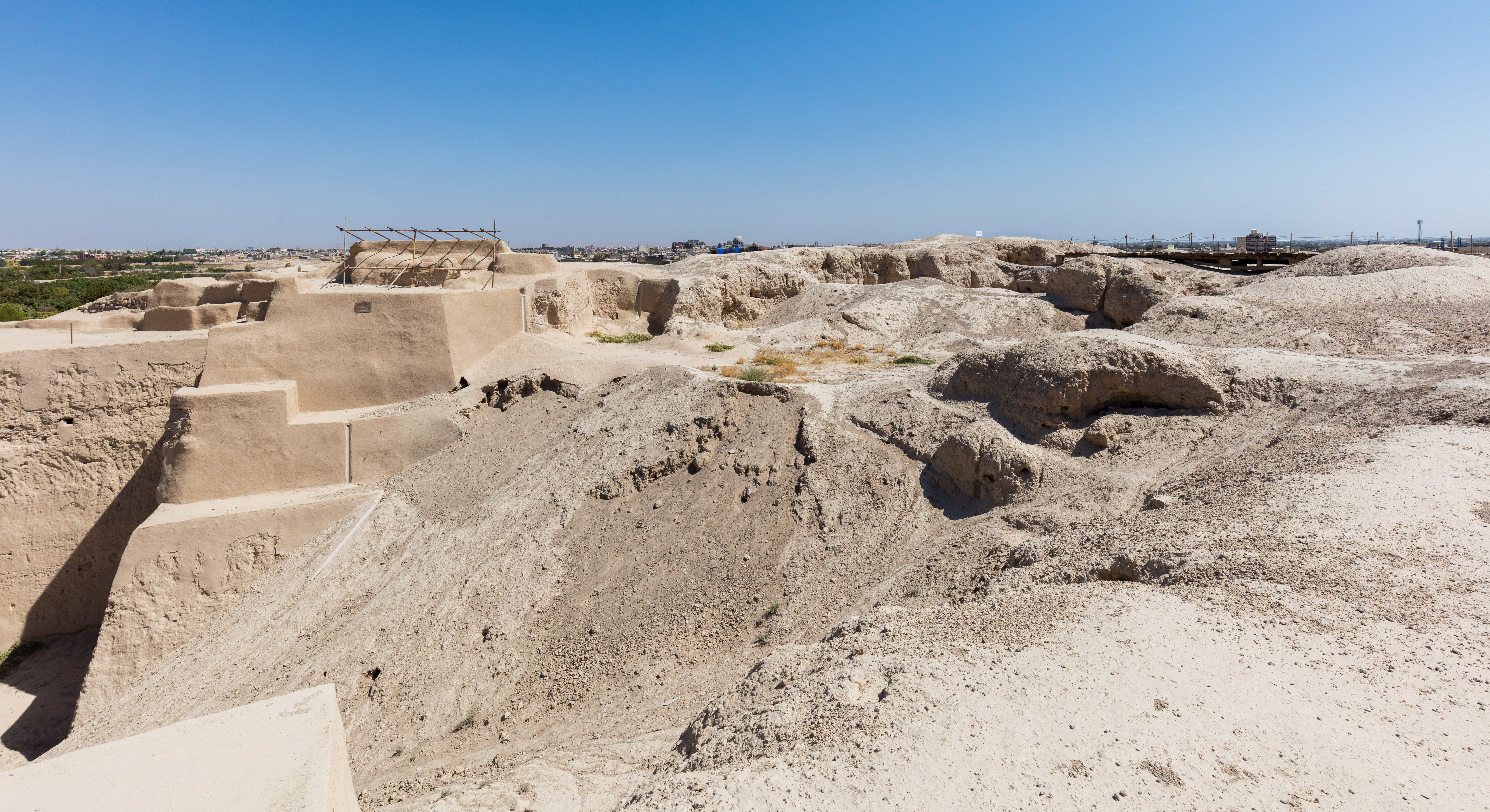
Excavaciones.
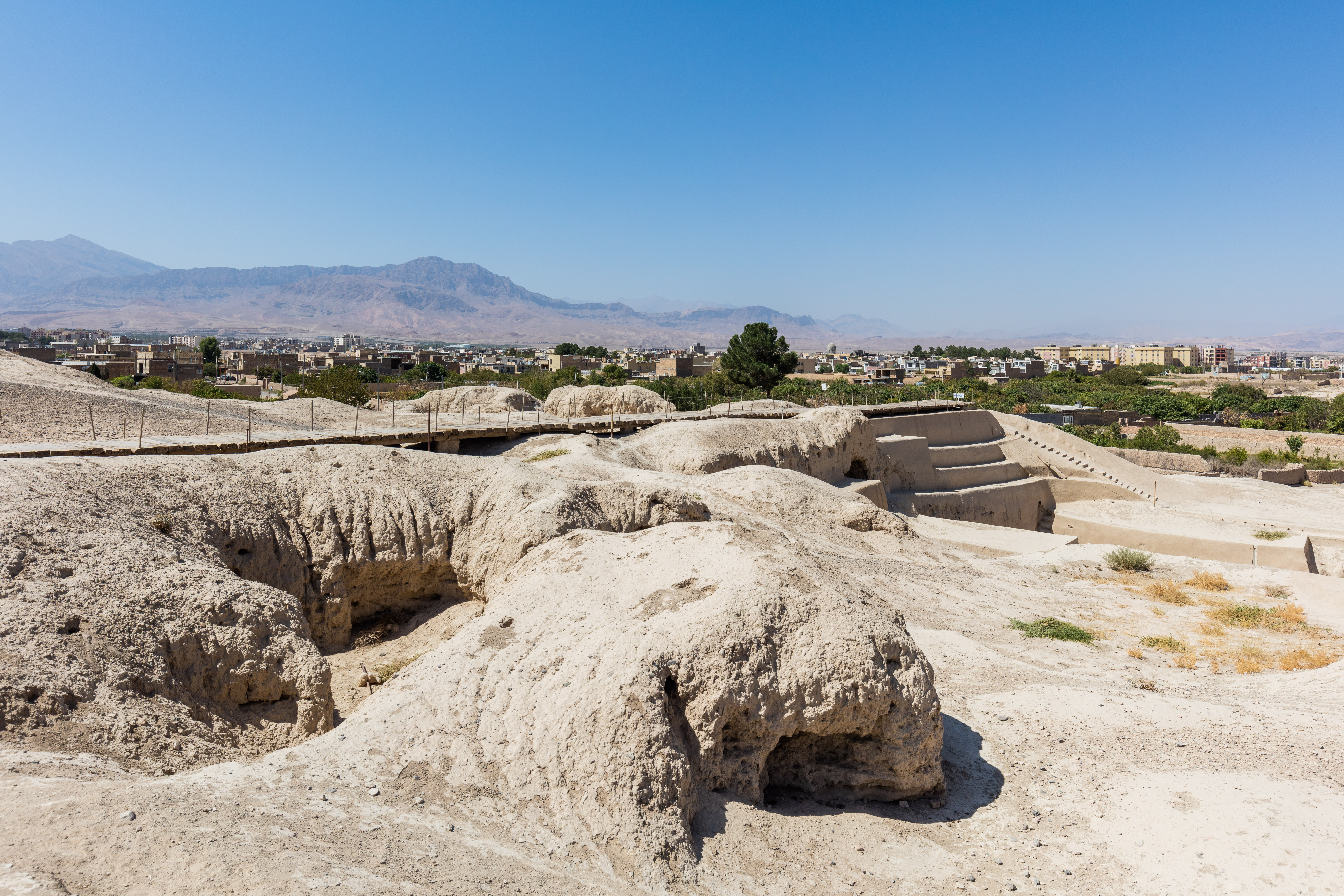
Vista general.
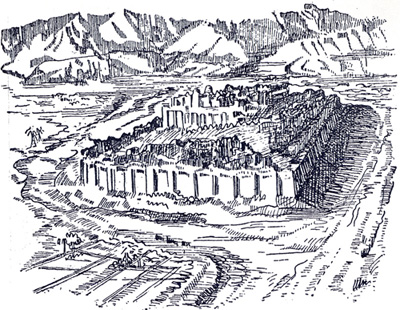
Representación artística de cómo podría ser el zigurat de Sialk hace 5000 años.
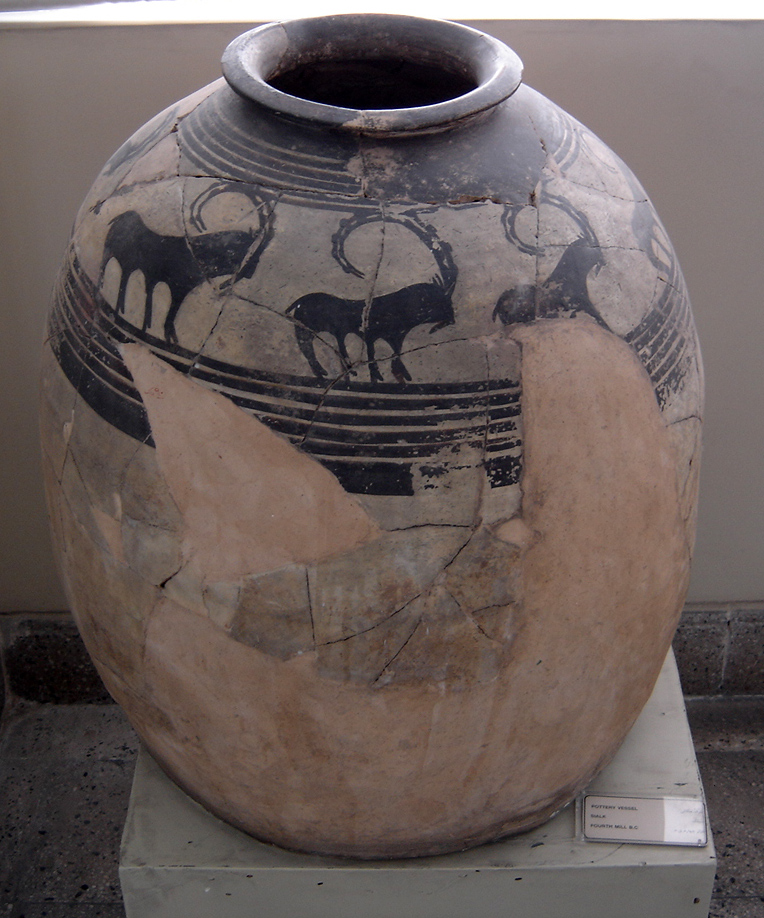
Vasija de cerámica, IV milenio a. C. Colección de Sialk en el Museo Nacional de Irán (Teherán).
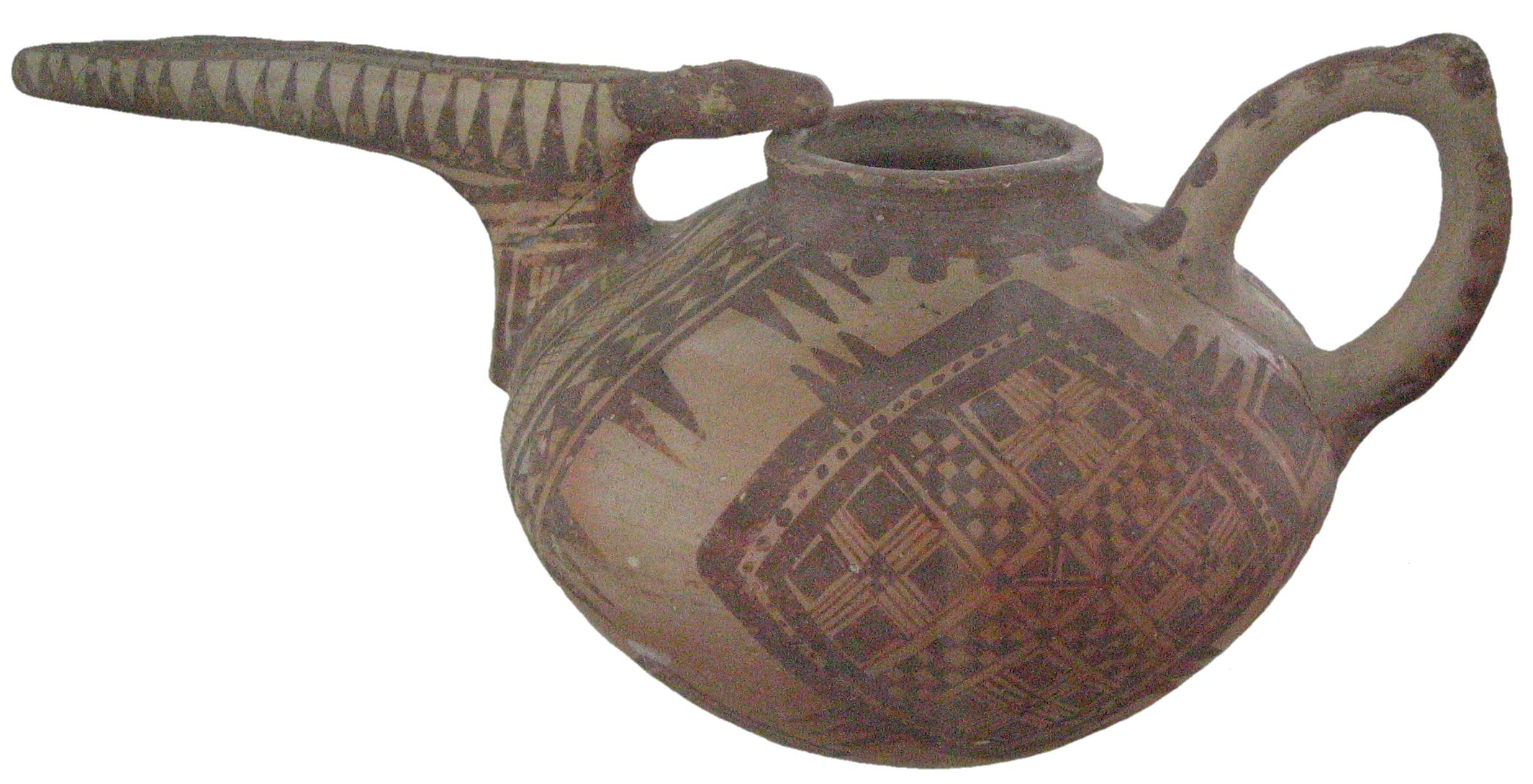
Cerámica de Sialk.